# Pięciobój nowoczesny na Światowych Wojskowych Igrzyskach Sportowych 2003

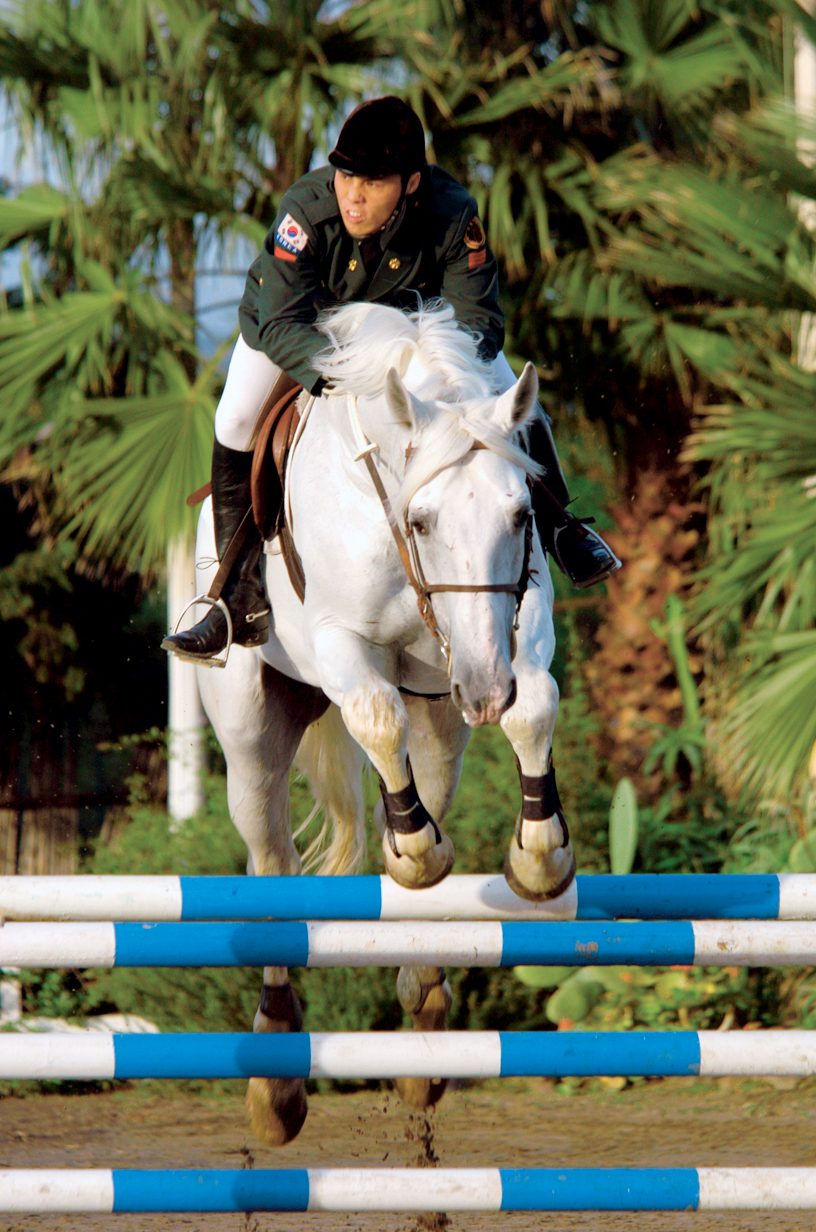
Katania 2003. Pięciobój nowoczesny – jazda konna (skoki przez przeszkody).

Pięciobój nowoczesny na Światowych Wojskowych Igrzyskach Sportowych 2003 rozgrywany był pomiędzy 5 a 10 grudnia 2003 we włoskiej Katanii podczas światowych igrzysk wojskowych.
Zawody były równocześnie traktowane jako 35 Wojskowe Mistrzostwa Świata w pięcioboju nowoczesnym.

## Harmonogram
| Grudzień 2003        | 4 | 5 | 6 | 7 | 8 | 9 | 10 | 11 |
| -------------------- | - | - | - | - | - | - | -- | -- |
| Pięciobój nowoczesny |   |   |   |   |   |   | F  |    |

Legenda
|  | Dzień zawodów |  | Finał (F) |

## Konkurencje
- Mężczyźni – indywidualnie, drużynowo, sztafeta
- Kobiety – indywidualnie, drużynowo, sztafeta

W skład pięcioboju nowoczesnego wchodzą
- szermierka (szpada)
- pływanie (200 m stylem dowolnym)
- jazda konna (skoki przez przeszkody)
- bieg przełajowy (3 km) ze strzelaniem (pistolet)

## Uczestnicy
Do zawodów zgłoszonych zostało 82 zawodników (60 mężczyzn i 22 kobiet) reprezentujących 20 kraje. 

- Białoruś
- Brazylia
- Bułgaria
- Chile
- Chiny
- Czechy
- Estonia
- Grecja
- Kazachstan
- Korea Południowa
- Litwa
- Łotwa
- Polska
- Rosja
- Słowenia
- Słowacja
- Stany Zjednoczone
- Ukraina
- Węgry
- Włochy

## Rezultaty

### Mężczyźni
| Konkurencja   | Złoto                                                      | Wynik pkt | Srebro                                                       | Wynik pkt | Brąz                                                        | Wynik pkt |
| indywidualnie | Enrico Dell'Amore                                          | 5 576     | Ákos Kállai                                                  | 5 552     | L. Capalini                                                 | 5 540     |
| drużynowo     | Stany Zjednoczone · Eli Bremer · S. Christie · Chad Senior | 16 092    | Włochy · Enrico Dell'Amore · F. Simonetti · Andrea Valentini | 16 036    | Ukraina · Yevgeniy Borkin · S. Bataliuk · Wadim Tkaczuk     | 15 756    |
| sztafeta      | Włochy · Enrico Dell'Amore · F. Simonetti · G. Liso        | 5 412     | Czechy · O. Krivski · P. Lebl · David Svoboda                | 5 400     | Rosja · Nikolaj Jaskov · Aleksej Kucharev · Aleksej Savikov | 5 348     |

### Kobiety
| Konkurencja   | Złoto                                                          | Wynik pkt | Srebro                                     | Wynik pkt | Brąz                                                             | Wynik pkt |
| indywidualnie | L. Dong                                                        | 5 384     | T. Gorliak                                 | 5 324     | Ludmiła Szumiłowa                                                | 5 200     |
| drużynowo     | Rosja · T. Gorliak · S. Kolesova · M. Vasilczenko              | 15 280    | Węgry · Csilla Füri · Pál R.] · Bea Simóka | 15 088    | Kazachstan · Lada Jiyenbalanova · Ludmiła Szumiłowa · N. Uvarova | 15 072    |
| sztafeta      | Białoruś · Anna Archipenko · Anastazja Samusewicz · N. Unukava | 5 052     | Węgry · Csilla Füri · Pál R. · Bea Simóka  | 4 972     | Kazachstan · Lada Jiyenbalanova · Ludmiła Szumiłowa · N. Uvarova | 4 364     |

## Klasyfikacja medalowa
* Gospodarz zawodów został zaznaczony tym kolorem.
| Miejsce           | Reprezentacja     | Złoto | Srebro | Brąz | Razem |
| ----------------- | ----------------- | ----- | ------ | ---- | ----- |
|                   |                   |       |        |      |       |
| 1                 | Włochy *          | 2     | 1      | 1    | 4     |
| 2                 | Rosja             | 1     | 1      | 1    | 3     |
| 3                 | Białoruś          | 1     | 0      | 0    | 1     |
| 3                 | Chiny             | 1     | 0      | 0    | 1     |
| 3                 | Stany Zjednoczone | 1     | 0      | 0    | 1     |
| 6                 | Węgry             | 0     | 3      | 0    | 3     |
| 7                 | Czechy            | 0     | 1      | 0    | 1     |
| 8                 | Kazachstan        | 0     | 0      | 3    | 3     |
| 9                 | Ukraina           | 0     | 0      | 1    | 1     |
| Ogółem (9 państw) | Ogółem (9 państw) | 6     | 6      | 6    | 18    |

Źródło: